# Didemnum parau
Didemnum parau är en sjöpungsart som beskrevs av Monniot 1987. Didemnum parau ingår i släktet Didemnum och familjen Didemnidae. Inga underarter finns listade i Catalogue of Life.